# Güldensee

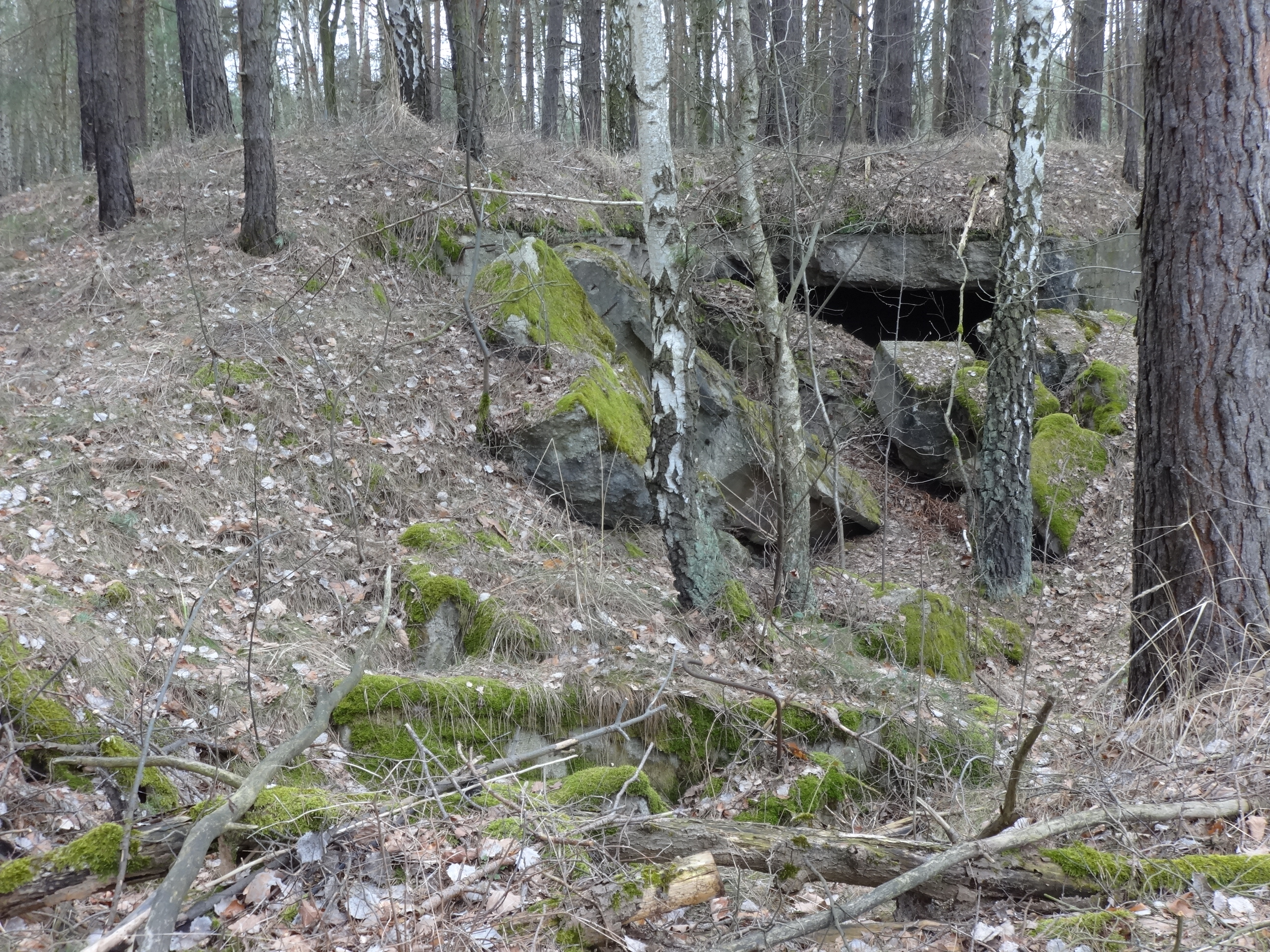
Gesprengte Bunkeranlagen am See

Der Güldensee ist ein rund 22 Hektar großes Gewässer der Gemeinde Groß Köris im brandenburgischen Landkreis Dahme-Spreewald.
Der zu- und abflusslose See liegt nördlich der Gemeinde und wird im Osten von der Bahnstrecke Berlin–Görlitz, im Westen von der Motzener Straße und im Süden vom Kleinen Roßkardtsee begrenzt. Nördlich schließt sich der Pätzer Hintersee an. Am Gewässer führt ein rund 8 km langer Rundwanderweg entlang, der vom Bahnhof in Groß Köris über den Roßkardt- und den Güldensee zurück zum Bahnhof führt.
Im Nordwesten des Sees wurden zur Zeit des Nationalsozialismus ab September 1943 durch das Reichsbahn-Neubauamt Berlin-Lichterfelde eine Ausweichstelle für den Sonderstab des Reichsverkehrsministeriums errichtet. Unter dem Decknamen Fischerhütte entstanden eine Wirtschaftsbaracke sowie 29 Bürobaracken sowie weitere Funktionsgebäude, darunter vier verbunkerte Zisternen am Güldensee. Daneben entstand ein Wohnlager mit 11 Schlaf- und 22 Wohnbaracken. Nach dem Ende des Zweiten Weltkrieges wurden die Bauten teilweise gesprengt, die Holzbaracken abgerissen.